# تیمارو
تیمارو (به لاتین: Timaru) یک منطقهٔ مسکونی در نیوزیلند است که در Timaru District واقع شده‌است.

## خواهرخوانده
شهر اورنج، کالیفرنیا خواهرخواندهٔ تیمارو هست.